# Wesley Bennett
Talmadge Wesley Bennett (Nashville, 31 marzo 1913 – Solvang, 20 agosto 2002) è stato un cestista statunitense, professionista nella NBL.

## Carriera
Giocò per due stagioni nella NBL, disputando complessivamente 37 partite con 5,3 punti di media.

## Palmarès
- Campione NBL (1938)